# III. Károly Emánuel szárd–piemonti király
Savoyai Károly Emánuel (olaszul: Carlo Emmanuele di Savoia, franciául: Charles-Emmanuel de Savoie), (Torino, 1701. április 27. – Torino, 1773. február 20.) a Savoyai-ház tagja, III. Károly Emánuel néven 1730-tól 1773-ig szárd–piemonti király, Savoya és Piemont hercege. Neve piemonti nyelven Carlou–Emanuel.

## Élete

### Származása, testvérei
Károly Emánuel savoyai herceg 1701-ben született Torinóban, a Piemonti Hercegség fővárosában.
Édesapja a Savoyai-házból való II. Viktor Amadé savoyai herceg volt, II. Károly Emánuel savoyai hercegnek (1634–1675) és második feleségének, Marie Jeanne Baptiste de Savoie-Nemours hercegnőnek (1644–1724) fia. Apja II. Viktor Amadé néven 1713–1720-ig Szicília királya, majd 1720-tól szárd–piemonti király lett.
Édesanyja Anna Mária orléans-i hercegnő (1666–1728) volt, XIV. Lajos unokahúga, Fülöp orléans-i herceg (1640–1701), és Stuart Henrietta Anna angol királyi hercegnő (Henrietta Anne Stuart 1644–1670) leánya, I. Károly angol király unokája.
Hat gyermekük közül Károly Emánuel ötödikként született, ő volt a második fiú, de bátyjának korai halála miatt ő lett a trónörökös. Testvérei:
1. Mária Adelheid hercegnő (1685–1712), aki 1697-ben a francia trónörököshöz, Lajos királyi herceghez, Burgundia hercegéhez (1682–1712) ment feleségül. Az ő harmadik, legkisebb fia lett XV. Lajos francia király.
2. Mária Anna (1687–1690), kisgyermekként meghalt.
3. Mária Lujza Gabriella hercegnő (1688–1714), aki 1701-ben V. Fülöp spanyol királynak (1683–1746), Lajos burgundiai herceg öccsének első felesége lett.
4. Viktor Amadé herceg (1699–1715), Piemont hercege, serdülőként meghalt.
5. Károly Emánuel herceg (1701–1773), 1730-tól III. Károly Emánuel néven Savoya és Piemont hercege, szárd–piemonti király.
6. Emánuel Filibert (1705–1705), Chablais hercege, születésekor meghalt.

### Viharos trónutódlás

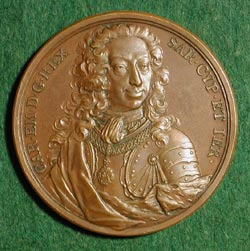
III. Károly Emánuel domborműves arcképe

Károly Emánuel vézna és gyenge testalkatú fiú volt. Apja, II. Viktor Amadé király emiatt csak Carlinónak nevezte. Nem kedvelte őt, emiatt a fiú nem is kapott alapos uralkodói neveltetést, bár apja mellett komoly katonai vezetői tapasztalatokat gyűjthetett.
Apja, aki II. Viktor Amadé néven Savoya uralkodó hercege is volt, igen sikeres külpolitikát folytatott. Szembeszegült XIV. Lajos francia király nagyhatalmi szándékaival, és a Habsburg Birodalom oldalára állva megőrizte Savoya és Piemont önállóságát. Országa a győztesek oldalán került ki a spanyol örökösödési háborúból, ennek nyomán Viktor Amadét 1714-től Szicília, majd 1720-tól Szardínia királyának ismerték el. Kemény kézzel építette ki az új királyság központosított szervezeteit, erősítette meg a három tartomány kötelékeit. Elhatalmasodó betegsége (valószínűleg depresszió) miatt 1730. szeptember 3-án lemondott, a Szárd–Piemonti Királyság trónját egyetlen túlélő fia, Károly Emánuel herceg örökölte, III. Károly Emánuel néven.
Lemondása után II. Viktor Amadé továbbra is a Savoyai Hercegség fővárosában, Chambéryben maradt, újra és újra beavatkozott fia kormányának ügyeibe. III. Károly Emánuel ennek ellenére újraélesztette azokat a torinói városi ünnepségeket és vidám rendezvényeket, amelyeket apja uralkodóként eltörölt. 1731 nyarán az idős Viktor Amadé felépült súlyos betegségéből, és váratlanul visszatért a trónra. Beköltözött a Moncalieri (franciául Montiscalier) királyi kastélyba, fiát uralkodásra alkalmatlannak nyilvánította, és a Milánói Hercegség megtámadására készülődött. Az akció osztrák ellentámadást és Piemont elfoglalását idézte volna elő, így III. Károly Emánuel őrizetbe vétette apját, és a rivoli kastélyba záratta. A teljes elszigeteltségben tartott II. Viktor Amadé a továbbiakban nem avatkozhatott Károly Emánuel kormányzásába, és 1732-ben elhunyt. Fia ekkor III. Károly Emánuel néven örökölte Savoya uralkodó hercegének címét is.

### Házasságai, gyermekei
Első házassága: 1722. március 15-én a piemonti Vercelliben a Wittelsbach-házból való Anna Krisztina Lujza pfalz-sulzbachi hercegnőt, (1704–1723), Theodor Eustache pfalz-sulzbachi választófejedelem és Marie Eleonore Amalia von Hessen-Rheinfels-Rotenburg tartománygrófnő (Landgräfin) leányát. Első gyermekük születésekor az asszony meghalt gyermekágyban. A kisfiú, Viktor Amadé Tivadar (1723–1725), Szardínia és Aosta hercege is hamarosan anyja után halt.

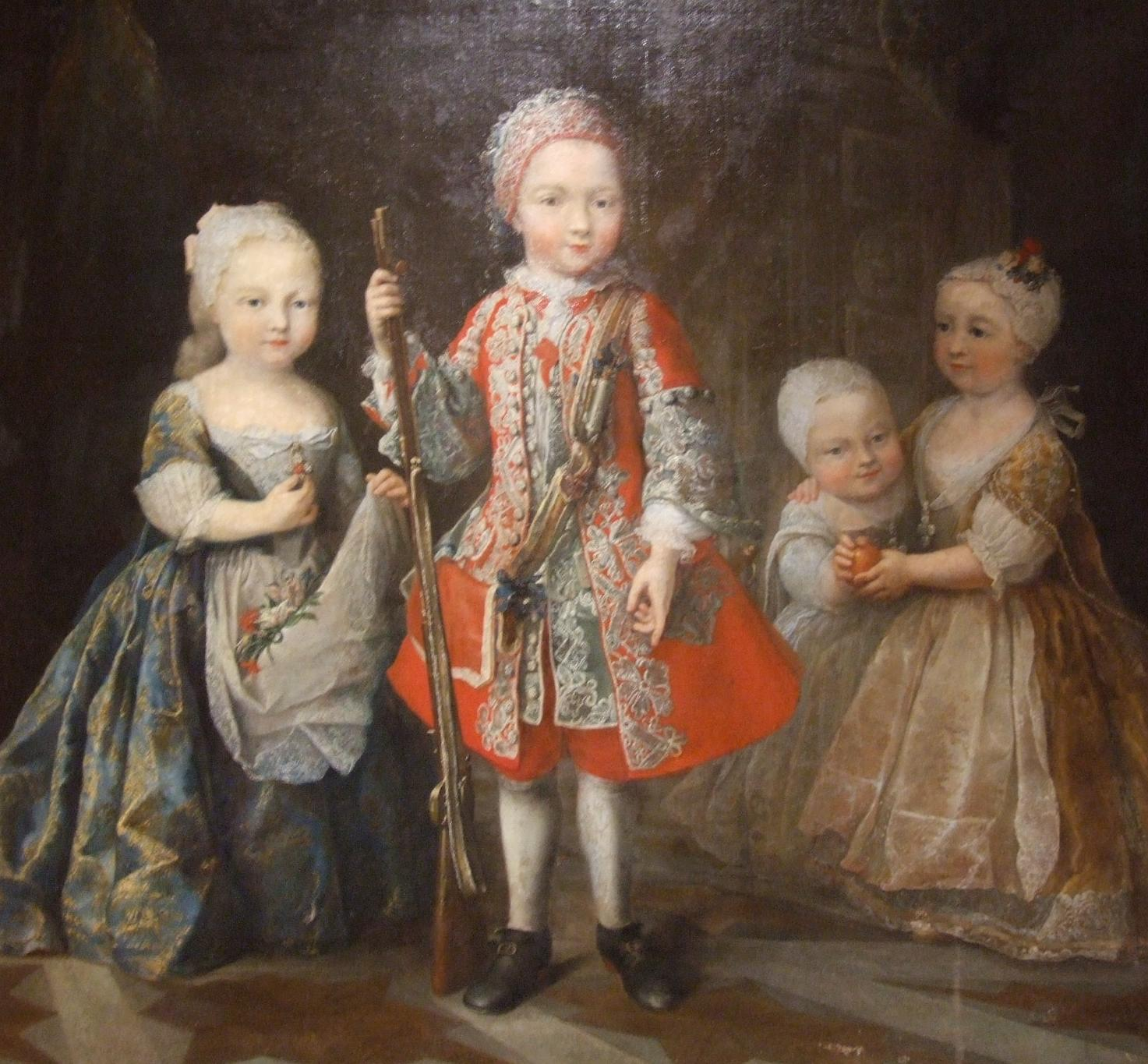
Károly Emánuel herceg 4 legidősebb gyermeke
(Maria Giovanni Clémenti festménye, 1730.)
Balról jobbra: Eleonóra Terézia, III. Viktor Amadé, Mária Feliciána és Mária Lujza Gabriella.

Második házassága: 1724. július 23-án a savoyai Thonon-les-Bains-ben feleségül vette első feleségének unokanővérét, Polixénia Krisztina tartománygrófnőt (1706–1735), Ernest Leopold von Hessen–Rheinfels–Rottenburg tartománygróf (Landgraf) és Eleonora von Löwenstein–Wertheim–Rochefort grófnő leányát. Hat gyermekük született, négyen érték meg a felnőttkort:
- Viktor Amadé (1726–1796), a trónörökös, aki 1773-ban, apja halála után III. Viktor Amadé néven Savoya uralkodó hercege és szárd–piemonti király lett.
- Eleonóra Terézia (1728–1781).
- Mária Lujza Gabriella (1729–1767), apáca a chieri Szent András kolostorban.
- Mária Feliciána (1730–1801).
- Emmanuel-Philibert (1731–1735), Aosta hercege, kisgyermekként meghalt.
- Károly (1733–1733), Chablais hercege, születésekor meghalt.

Harmadik házassága: 1735-ben ismét megözvegyült, immár szárd–piemonti királyként, a lengyel örökösödési háború idején. 1737. április 1-jén Torinóban harmadszor is megnősült, feleségül vette unokahúgát, Erzsébet Terézia lotaringiai hercegnőt (1711–1741), I. Lipótnak, Lotaringia és Bar uralkodó hercegének és Erzsébet Sarolta orléans-i hercegnőnek leányát, I. Ferenc német-római császár húgát. Három gyermekük született, de közülük csak a legkisebb maradt életben, akinek születése után viszont gyermekágyas édesanyja halt meg.
- Károly Ferenc (Carlo Francesco, 1738–1745), Aosta hercege.
- Viktória Margit (Vittoria Margharita, 1740–1742), Szardínia hercegnője.
- Benedek Mária (Benedetto Maria, 1741–1808), Chablais hercege, majd 1796-tól Ivrea (franciául Ivrée) márkija, aki 1775-ben feleségül vette saját unokahúgát, Savoyai Mária Anna szárd királyi hercegnőt (1757–1824), III. Viktor Amadé savoyai herceg (a későbbi király) leányát.

### A lengyel örökösödési háborúban
III. Károly Emánuel király, apja nyomdokán haladva igyekezett a Szárd–Piemonti Királyságot önálló hatalmi tényezővé tenni, területét és politikai súlyát növelni. Aktív szerepet vállalt az európai nemzetközi konfliktusokban. A lengyel örökösödési háborúban (1733–1738) Leszczyński Szaniszló lengyel királyt (1677–1766), XV. Lajos vejét támogatta. 1733. október 28-án Torinóban Károly Emánuel szövetségi szerződést kötött Franciaországgal, Ausztria ellen. Ezután a Habsburg kézen lévő Milánói Hercegség ellen vonult, és komolyabb ellenállás nélkül elfoglalta Lombardiát.
XV. Lajos azonban Spanyolországot is be akarta kapcsolni a szövetségbe. V. Fülöp király cserébe a Milánói és a Mantovai Hercegségeket kérte, amelyek a spanyol örökösödési háború óta a Habsburg Birodalomhoz tartoztak. Ez a korábbi évszázadok itáliai spanyol dominanciájának újjáélesztését jelentette volna.
Szardínia korábban spanyol birtok volt, és a spanyol trónörökös, Ferdinánd infáns édesanyja Károly Emánuel saját nővére, az 1714-ben elhunyt Mária Lujza Gabriella savoyai hercegnő volt. Az itáliai spanyol jelenlét a Szardínia iránti spanyol igény feléledésének veszélyét hordozta magában, ami ütközött Károly Emánuel keleti irányú terjeszkedési terveivel, ezért számára elfogadhatatlan kilátást jelentett. Ugyanakkor a két Bourbon-monarchiával való szövetség azzal kecsegtette Károly Emánuelt, hogy Lombardiát a Szárd–Piemonti Királysághoz csatolhatja. 1734-ben még folytak az egyezkedések, amikor Károly Emánuel savoyai, francia és spanyol csapatok élén Mantova ellen vonult.
Károly Emánuel tudta, hogy XV. Lajos Mantovát a spanyoloknak ígérte, ezért igyekezett korlátozni a spanyol expedíciós haderő ténykedését. 1734-ben a szárd–piemonti királyi hadsereg és francia szövetségese két nagyobb csatát vívott az észak-itáliai osztrák haderővel. A szövetségesek június 29-én Parma közelében, San Pietró-nál vereséget szenvedtek, szeptember 19-én Guastallánál győzelmet arattak, III. Károly Emánuel elfoglalta Páviát. Dél-Itáliában a győzelmesen előrenyomuló spanyolok 1734 májusában elfoglalták Nápolyt.
Az észak-itáliai csaták mérlege nagyjából eldöntetlen maradt. 1735-ben III. Károly Emánuel feleségül vette Erzsébet Terézia lotaringiai hercegnőt, Mária Terézia sógornőjét. 1738-ban a bécsi béke értelmében azonban vissza kellett adnia Lombardiát, ami osztrák kézen maradt (egészen 1859-ig). Cserébe a Szárd–Piemonti Királysághoz csatoltak néhány kisebb észak-itáliai területet, így Langhét, Tortonát és Novarát.
Leszczyński Szaniszlót 1736-ban elűzték trónjáról. Ekkor VI. Károly császár a Bécsben tartózkodó Lotaringiai Ferenc István herceget, Károly Emánuel király sógorát (harmadik feleségének, Erzsébet Terézia királynénak bátyját) lemondatta Lotaringia és Bar birtokáról, és a két hercegséget Szaniszlónak adományozta.

### Az osztrák örökösödési háborúban
VI. Károly császár halála (1740) után sem mondott le a Milánói Hercegség megszerzéséről. Károly leánya és utódja, Mária Terézia osztrák uralkodó főhercegnő, magyar és cseh királynő területeket ígért neki, ezzel sikerült eltántorítania a francia–spanyol szövetségtől. Az osztrák örökösödési háborúban (1740–1748) Károly Emánuel király ezért Mária Teréziát támogatta. Ehhez jelentős pénzügyi és haditengerészeti támogatást kapott Angliától. Döntése azonban pusztító következményekkel járt országára nézve.
A Károly Emánuel által kiválóan vezetett piemonti csapatok elragadták a spanyoloktól a Modenai Hercegséget és Mirandolát. A kezdeti hadi sikerek után azonban Savoyát francia–spanyol haderő özönlötte el. A Nápolyi Királyság elleni osztrák–angol hadműveletek összeomlása után a franciák elfoglalták a nizzai grófságot is. 1744-ben az ellenség Piemontba is benyomult. III. Károly Emánuel személyesen irányította az ostromlott Cuneo védelmét. A következő évben 20 000 emberével szembeszállt a 60 000 főnyi francia és spanyol inváziós haderővel. A túlerő érvényesült, sorra elestek Piemont fontos erősségei: Alessandria, Asti és Casale. A Cuneo (piemonti nevén Coni) alatt vívott csatában a piemonti csapatok 5 000 embert veszítettek, a király erre 1746-ban különbékét kötött Franciaországgal.
1746 végén Károly Emánuel erősítéseket kapott Ausztriától, visszafoglalta Alessandriát és Astit. Az osztrák–szárd–piemonti haderő Guastallánál, Piacenzánál és Rottofreddónál győzelmeket aratott, visszafoglalták a franciáktól Lombardiát és Piemontot. 1747-ben az assiettai csatában megsemmisítő győzelmet arattak a francia csapatok felett. A háború súlypontja ezután áthelyeződött Dél-Németalföldre, így a Szárd–Piemonti Királyság területe megmenekült a további prédálástól.
Károly Emánuel sikeresen taktikázott az 1748-as aacheni béketárgyalásokon is. A békeszerződésben visszakapta elveszített tartományait: Nizzát és Savoyát, sőt új területekkel is gyarapította királyságát, megszerezve a lombardiai Vigevanót és más pó-völgyi területeket (Pianura Padana).

### Reformjai a háborúk után

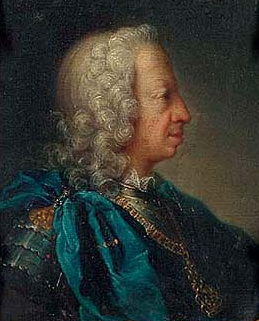
III. Viktor Emánuel (Maria Giovanna Clementi festménye, 1760)

Okulva a háborúk tapasztalataiból, III. Károly Emánuel távol tartotta országát a hétéves háborútól (1756–63), és a belső közigazgatás átalakítására összpontosított. Rendezte határvitáit Franciaországgal. Az 1760-as torinói szerződésben hosszú időre a sokat vitatott savoyai-francia határvonalat a Rajna fő sodorvonalának közepén, ahol a folyó elhagyja Genf és Giers területét. A Szárd–Piemonti Királyságban megindult az a lassú folyamat, amelynek során a Savoyai-házból való hercegek saját tartományának, Savoyának (Les États de Savoie) jelentősége fokozatosan csökkent Piemonttal szemben. Franciaország folyamatosan igényt támasztott a hercegségre, a torinói központú királyság tekintete pedig a Észak-Itália felé fordult. (A nyugati irányú terjeszkedés érdekében Savoya fokozatosan egyfajta „cserealappá” kezdett válni, ez a folyamat vezetett el egy évszázad múlva Savoya 1860-a végleges elszakadásához).
A király erőfeszítéseket tett, hogy fenntartsa a jól kiképzett piemonti haderőt, és megerősítse az erődrendszert. Magáévá tette a korszellemet, és a felvilágosult abszolutizmus jegyében kormányzott. Mária Teréziát, az örökébe lépő II. Józsefet és Nagy Frigyes porosz királyt tekintette példaképének. Intézkedéseivel igyekezett könnyíteni a háborúktól és megszállásoktól meggyötört lakosság helyzetén. Megszüntette a középkorból maradt jogszabályokat, korszerűen kodifikált jogrendszert dolgoztatott ki. Az 1720-ban újonnan megszerzett Szardínia tartományban uralkodó elmaradottság enyhítésére egyetemet alapított Sassariban és Cagliariban. Saját kezében összpontosította az ország erőforrásai fölötti rendelkezést. Rendezte az ország pénzügyi helyzetét. Pontosan nyilvántartotta és szigorúan beszedette az adókat. Megnyirbálta a földesúri előjogokat. Lehetővé tette a jobbágyi szolgáltatások pénzbeni megváltását. Megszüntette a jobbágybirtokok öröklési korlátozását, a „mainmorte” intézményét. Szembekerült a földbirtokos osztállyal, de a katolikus egyházzal is, amikor királyi engedélyhez kötötte papok kinevezését, és rátette kezét a pápai állam által szedett jövedelmekre.
Az országban megjelentek a francia felvilágosodás szellemi termékei. Kiadták az enciklopédisták műveit, vitairatait. Tudományos folyóiratokat alapítottak (Journal des Savants, Mercure Historique). Királyi pátenssel tudós társaságok alakultak. 1760-tól angol és genfi expedíciók járták és térképezték a savoyai alpesi gleccsereket. A Déli-Alpokon keresztül királyi kereskedelmi utak épültek. Megkezdődött a Rajna, Arve, Isère és Arc folyók szabályozása, a folyókon gátak és védművek épültek.
III. Károly Emánuel szárd–piemonti király 1773-ban hunyt el Torinóban. A Superga bazilikában (Basilica di Superga) temették el. Trónját fia, III. Viktor Amadé örökölte (Savoya uralkodó hercegének címét is). Az ő uralkodását már beárnyékolta az országára és hatalmára törő francia forradalom.

## Művei
- Lois et Constitutions (Törvények és alkotmányos rendelkezések), 1770.

## Külső hivatkozások
- http://www.thepeerage.com/p11446.htm#i114451 Családi, életrajzi adatok.
- http://cronologia.leonardo.it/storia/biografie/reitalia.htm Archiválva 2007. február 5-i dátummal a Wayback Machine-ben A Savoyai-ház tagjai (olaszul).
- http://www.sitos.regione.sardegna.it/nur_on_line/indexnur.htm Szardínia története (olaszul).